# Tarvaiidae
Tarvaiidae é uma família de nematóides pertencentes à ordem Leptolaimida.
Género:
- Tarvaia Allgén, 1934